# Бердюков, Георгий Валерьевич
Георгий Валерьевич Бердюков (19 августа 1991, Хабаровск) — российский хоккеист, защитник.

## Карьера

### Клубная
Воспитанник школы ХК СКА (Санкт-Петербург). С 2006 по 2009 годы выступал в Первой Лиге. В 2009 году перешёл в ХК ВМФ, игравший в Высшей лиге, в его составе провёл 45 игр и забросил 5 шайб. В сезоне 2010/2011 дебютировал в КХЛ. Параллельно выступает за юниорский состав в Молодёжной хоккейной лиге. <...>
В 2022 году стал чемпионом ВХЛ в составе тюменского «Рубина».
В 2023 году играл предсезонные матчи (в рамках турнира «Sochi Hockey Open» и турнира памяти Н. Г. Пучкова) за «Сочи», но 1 сентября контракт игрока и клуба был расторгнут «по соглашению сторон».

### В сборной
На чемпионате мира 2011 среди молодёжных сборных выступал за Россию. Забросил одну шайбу и отдал две голевые передачи, в составе команды выиграл золотые медали ЧМ.